# Tolmachevia
Tolmachevia là một chi thực vật có hoa trong họ Crassulaceae.